# Mount & Blade: Warband
Mount & Blade: Warband (дословно рус. Верхом и с клинком: Дружина, в России издана как Mount & Blade. Эпоха Турниров) — компьютерная игра в жанре ролевой игры, разработанная турецкой компанией TaleWorlds. «Mount & Blade: Эпоха Турниров» является дополнением к игре Mount & Blade, которая вышла осенью 2008 года.
В русской локализации игра получила название «Mount & Blade. Эпоха Турниров». Официальным издателем игры является Paradox Interactive. Локализацией и издательством в России занимаются совместно Snowball Studios, 1С и Софт Клаб.
Основным отличием «Mount & Blade: Warband» от оригинала является наличие многопользовательского режима (мультиплеера).

## Игровой процесс
Игра является продолжением однопользовательской ролевой игры Mount & Blade. Как и её предшественница, Mount & Blade: Warband отличается особой боевой системой, позволяющей игроку ездить и сражаться на коне, в средневековую эпоху. Действие происходит в псевдосредневековье, но фэнтезийные элементы отсутствуют.
Новая ролевая система позволила игроку стать правителем собственного королевства, а также даровать земли и принимать благородных рыцарей в качестве своих вассалов. У игрока есть возможность вступить в брак с леди или лордом (в зависимости от пола персонажа).
В игре была переработана боевая система, в частности, система парирования и блоков щитом стала динамичнее. Метательное оружие можно использовать в ближнем бою, а также подбирать любые использованные снаряды. Некоторые виды ударов холодным оружием защищают от зеркальных ударов противника.
Игровой искусственный интеллект стал корректней взаимодействовать с окружающей средой, а также вести себя более осмысленно в зависимости от ситуации на поле боя. У отрядов появилась мораль, из-за низких показателей которой они могут бежать с поля боя или дезертировать из армии. Дипломатия фракций стала несколько более разветвлённой. Также правители стран могут изгонять неугодных им вассалов и отбирать у них имения, но и вассалы сами могут менять сюзеренов, если их что-то не устраивает.
Убийство врагов даёт персонажу опыт. После накопления определенного количества опыта персонаж получает новый уровень. Каждый уровень дает по очку характеристик и умений и 10 очков владения оружием (чем выше навык оружия — тем больше очков владения оружия нужно вкладывать). Максимальное значение характеристик — 63, умений — 10, владений оружием — 460 для прокачки с помощью очков и 1000 (практически недостигаемый абсолютный предел) для прокачки с помощью тренировок. Владение оружием делает прицел более точным (луки, арбалеты, метальное оружие) или увеличивает скорость оружия (одноручное, двуручное, древковое).

### Многопользовательский режим
В Mount & Blade: Warband присутствует многопользовательский режим, поддерживающий до 64 игроков включительно на одной карте. Впрочем, практически сразу после релиза появились модификации, расширяющие максимальное количество игроков вплоть до 200. Среди режимов боя: «Покорение», «Битва», «Захват флага», «Захват», «Командный бой до смерти», «Бой до смерти», «Дуэль» и «Осада». В этих режимах можно зарабатывать деньги и покупать новое снаряжение для своего персонажа. В мультиплеере игры существуют кланы, проводятся турниры.

## Разработка игры
В июле 2009 года разработчик TaleWorlds объявил о начале открытого бета-тестирования игры. В феврале 2010 года тестирование стало публичным для обладателей лицензионного ключа.
По сравнению с оригиналом, в игре реализована технология HDR и полноэкранное сглаживание (FSAA), а также повысилась детализация персонажей, брони и оружия. Добавлены новые анимации боя, сделанные при помощи метода motion capture.
Поклонники Mount & Blade: Warband, пользуясь незашифрованными ресурсами, создали множество модификаций — глобальных надстроек и отдельных вселенных со своими картами и фракциями.

## Отзывы и продажи
| Сводный рейтинг | Сводный рейтинг |
| Агрегатор       | Оценка          |
| --------------- | --------------- |
| GameRankings    | 79,73 %         |

Игра получила преимущественно положительные отзывы. Сайт-агрегатор Metacritic показывает среднюю оценку 78/100 на платформе PC на основании 23 обзоров, 67/100 на платформе PlayStation 4 на основании 18 обзоров и 59/100 на платформе Xbox One на основании 10 обзоров.
Летом 2018 года, благодаря уязвимости в защите Steam Web API, стало известно, что точное количество пользователей сервиса Steam, которые играли в игру хотя бы один раз, составляет 4 219 791 человек.